# 是川晴彦
是川 晴彦（これかわ はるひこ、1960年7月19日 - ）は、日本の経済学者。山形大学教授。専門は理論経済学、公共経済学。
1987年、埼玉大学経済学部卒業。1989年、東北大学大学院経済学研究科修士課程修了。

## 論文
- 「税率改正についての考察―効率性の観点から」季刊理論経済学、43(3)、1992年
- 「資源配分の効率性損失の尺度について―Ｄebreu係数と消費者余剰係数」研究年報 経済学（東北大学）第58巻第1号、1996年
- 「応用経済学における基本的諸対応の連続性について」山形大学紀要（社会科学）第27巻第1号、1996年
- 「地方都市における中心市街地の活性化に関する研究」（共著）、科学研究費補助金基盤研究(c)(2)研究成果報告書、2001年
- 「資源利用係数と租税政策の評価」山形大学紀要（社会科学）第32巻第2号、2002年
- 「中心市街地の経済学的考察―経済理論によるアプローチと活性化指標の作成」山形大学紀要（社会科学）第34巻第1号、2003年
- 「収穫逓減技術と課税政策」山形大学紀要（社会科学）第35巻第1号、2004年
- 「中心市街地の機能と活性化　保有資源の類型化と活用の視点から」山形大学大学院社会文化システム研究科紀要、1、2005年
- 「不完全競争市場と物品税課税　推測的変動とovershiftingの視点から」山形大学人文学部研究年報、3、2006年
- 「物品税課税と不完全競争企業の利潤の変化」山形大学紀要（社会科学）第37巻第1号、2006年
- 「非同質的な不完全競争企業に対する物品税課税について」山形大学人文学部研究年報、4、2007年
- 「クールノー企業に対する物品税課税の経済学的特徴について」山形大学紀要（社会科学）第38巻第1号、2007年
- 「非同質的なクールノー企業の経済行動と他財の価格変化の関係について」山形大学紀要（社会科学）第39巻第1号、2008年
- 「山口市中心市街地の実態と活性化政策」山形大学紀要（社会科学）第40巻第1号、2009年
- 「安曇野市のデマンド交通システムの実態と考察」山形大学紀要（社会科学）第43巻第2号、2013年

## 研究テーマ
- 資源配分の効率性損失の尺度および所得分配の不平等の尺度についての研究
- 租税政策を中心とした公共政策の評価についての理論的研究